# Beroflex
Die Beroflex Kamera-Film Aktiengesellschaft war eine in Berlin und Bad Kissingen ansässige Handelsgesellschaft, die in erster Linie Fotogeräte aus der DDR in Westdeutschland verkaufte. Beroflex war bis 1990 der wichtigste Importeur für die von Pentacon hergestellten Spiegelreflexkameras der Marke Praktica nach Westdeutschland. Auch die Filme der „Ost-Agfa“ ORWO wurden über Beroflex vertrieben. Das Unternehmen war durch die – auch im Vergleich mit der damaligen fernöstlichen Konkurrenz – wettbewerbsfähigen Preise für Kameras in den 1980er Jahren einer der führenden Großhändler im Bereich der fotografischen Industrie. Der damalige Beroflex-Geschäftsführer Heinrich Manderman kaufte in den 1980er und 1990er Jahren eine Reihe von Traditionsunternehmen der deutschen optischen Industrie. Mandermann war beispielsweise (zeitweiliger) Inhaber von Rollei und ORWO. Noch heute (2011) gehören  Schneider Kreuznach und die Pentacon GmbH zum Familienkonzern Mandermann.
Beroflex ist auch eine unter der Nummer 388836 von 1991 bis 2011 eingetragene und von der Beroflex AG hinterlegte Wortmarke.

## Firmengeschichte

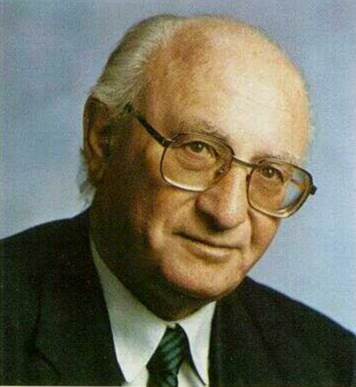
Heinrich Manderman

1969 wurde Beroflex von den bundesdeutschen Vertriebspartnern des DDR-Unternehmens Kombinat VEB Pentacon, Dresden, gegründet. Die Leitung lag bei zwei Anteilseignern, Heinrich Manderman und Herbert Köhler. Die Beroflex AG wurde am 27. November 1969 in das Handelsregister des Kantons Zürich eingetragen. Zweck der Beroflex AG waren Herstellung, Handel, Im- und Export von phototechnischen und photochemischen Erzeugnissen.
Der Firmenname der Beroflex AG wurde im Januar 1992 in ABZ Holding AG, Freienstein, umgewandelt, später in DSI Holding AG, die wieder in Zürich domizilierte. Im Dezember 1996 hat das Bezirksgericht Zürich über die DSI Holding den Konkurs eröffnet; die Gesellschaft wurde aufgelöst. Das Konkursverfahren wurde im Mai 1997 mangels Vermögen eingestellt. Im Jahre 2000 wurde die DSI Holding AG in Liquidation gelöscht. Die Holding hatte ein Kapital von 1 Million Schweizer Franken.

## Artikel und Produkte

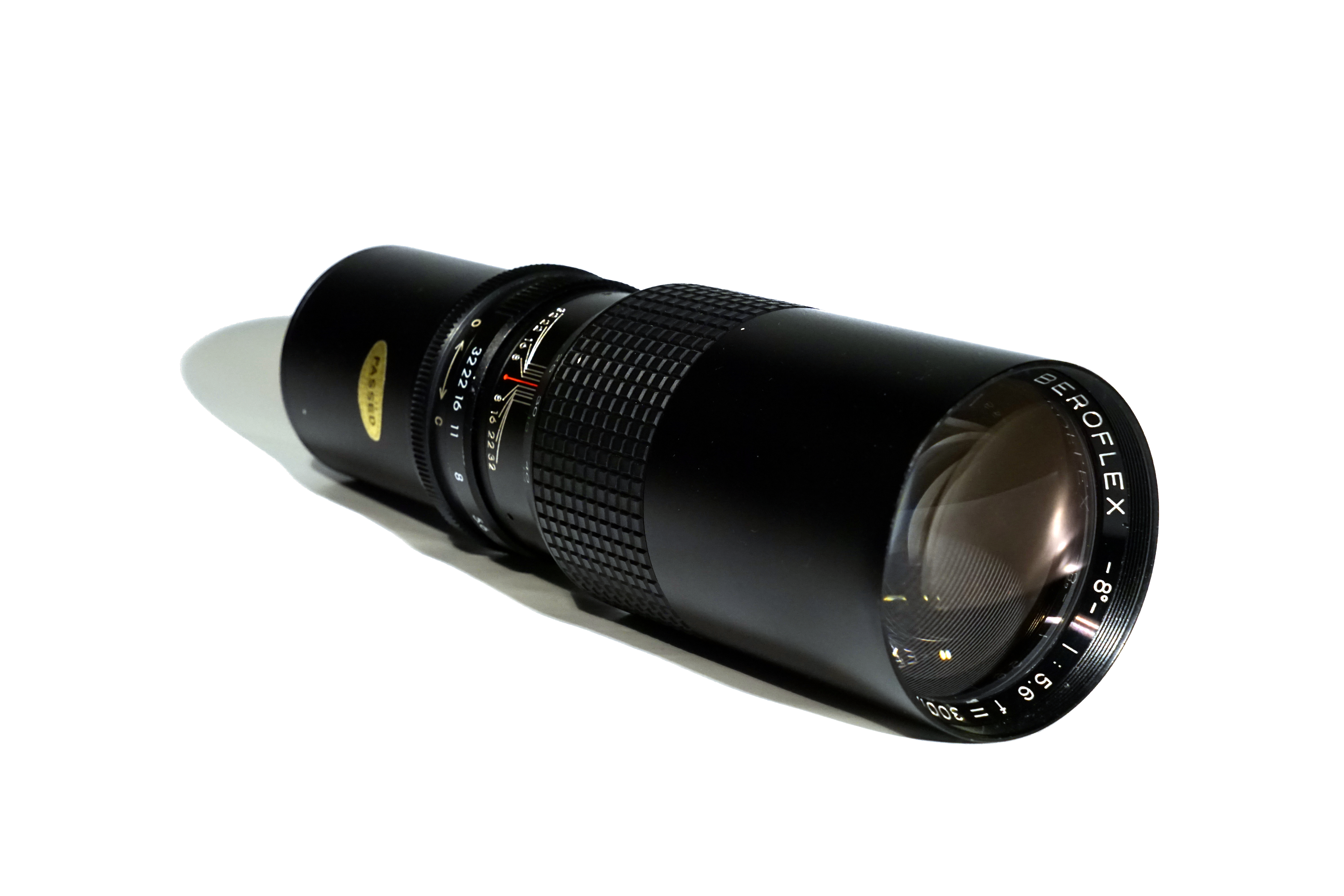
Das Teleobjektiv Beroflex 300 mm 1:5.6

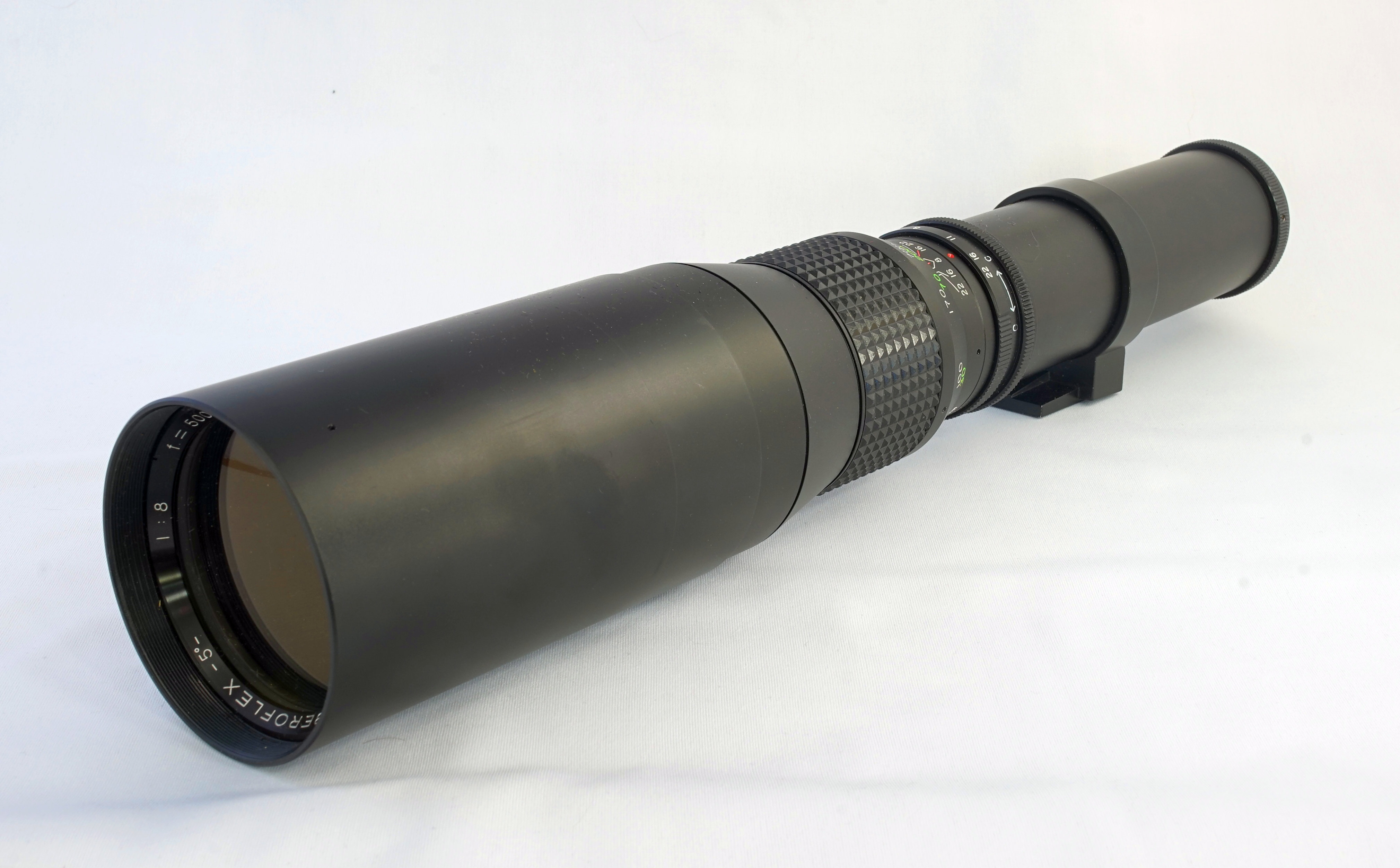
Das Teleobjektiv Beroflex 500/8.0, Wundertüte genannt, bekanntestes Beroflex Objektiv

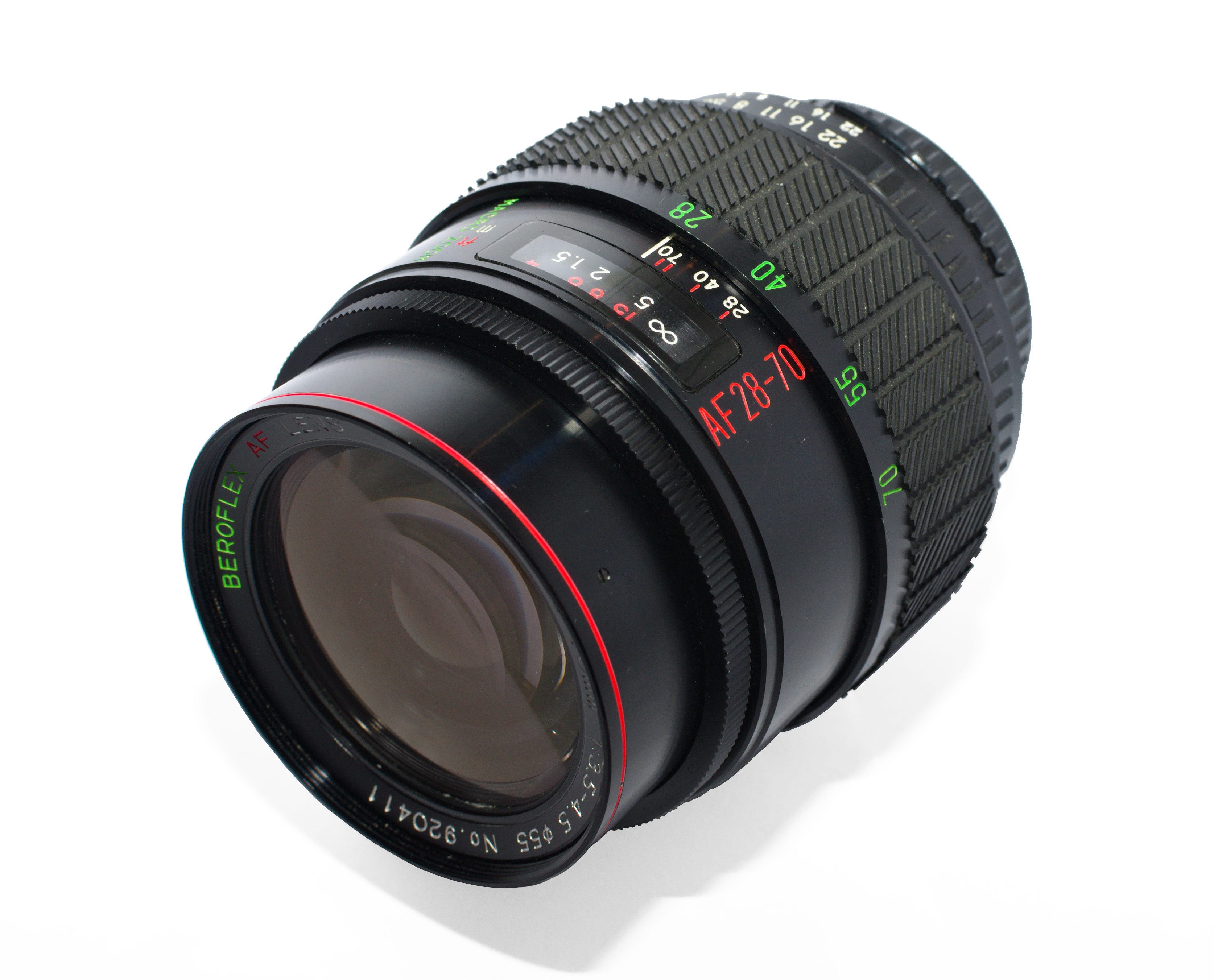
Beroflex AF28-70 1:3.5-4.5

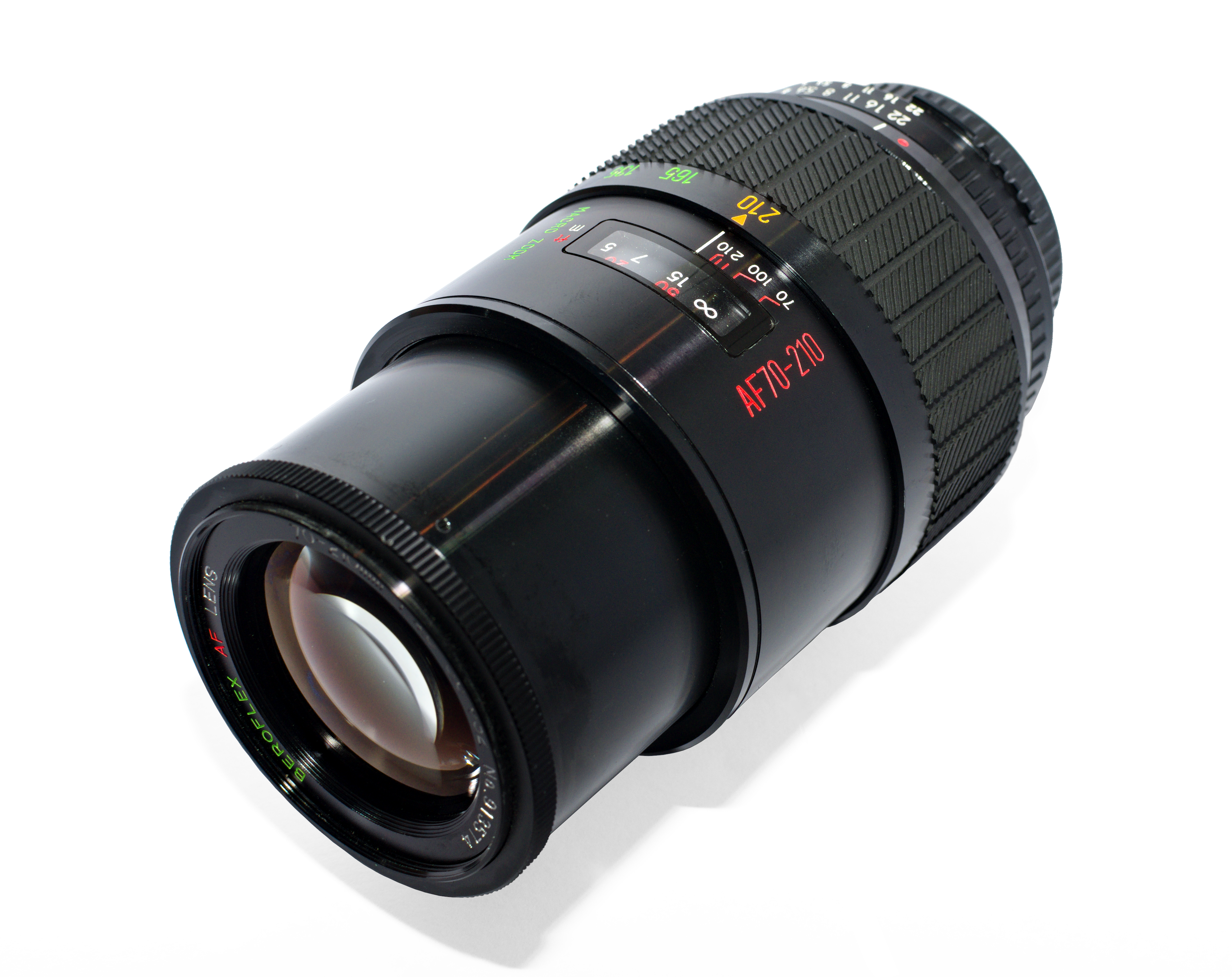
Beroflex AF70-210 1:4-5.6

1986 hatte Beroflex mehr als 850 Artikel im Programm, die teilweise durch politische Gefangene in der DDR produziert wurden.
Neben Pentacon-Produkten gab es auch einige andere Artikel, u. a. Blitzgeräte. Besondere Bekanntheit erlangten die preislich sehr günstigen, „Wundertüte“ genannten Teleobjektive Beroflex 5,6/300 mm, 6,3/400 mm und vor allem 8,0/500 mm. Diese Objektive stammten jedoch aus fernöstlicher Produktion. Die Eigenmarke „Beroquick“ stand für eine Kleinformat-Sucherkamera, eigentlich eine „Beirette“ des VEB Kamerawerke Freital.

### Kameraobjektive

#### Festbrennweiten
- Beroflex 3,5 23 (M42, MC(Minolta))
- Auto-Beroflex 2,8/28 mm (M42, Canon FD)(auch MC)
- Beroflex Auto W.W. 2,8/35 mm (M42, Canon EF)
- Beroflex Auto 2,8/50 mm (No. 65705)
- Auto Beroflex 2,8/100 (No  721078)[12]
- Auto Beroflex 1,8/135[13] (M42)
- Auto-Beroflex 2,8/135 mm[14] (Canon FD, Exa, M42)
- Auto-Beroflex-Ultra 1,4/55mm (M42)
- Beroflex 2,8/24 mm (M42) (Filtergew. 55 mm)
- Beroflex 3,3/200mm (M42) (Filtergewinde 67mm)
- Beroflex 3,5/200mm (M42) (Filtergewinde 62mm)
- Beroflex 4,5/300 mm (M42)
- Beroflex 5,6/300 mm (M42)
- Beroflex 6,3/400 mm (M42)
- Beroflex 8,0/500 mm (M42, T2)

#### Zoomobjektive
- Beroflex MC Auto Zoom 3,5-4,5/24-42 mm (Pentax K)
- Auto-Beroflex Weitwinkelzoom 3,5-4,5/28-50 mm
- Beroflex MC Auto Zoom 3,5-4,5/28-70 mm (Praktica B)
- Auto-Beroflex MC 3,5-4,5/28-80 mm
- Beroflex MC Zoom 3,8-5,5/28-200mm (Contax/Yashica C/Y)
- Beroflex MC Auto Zoom 3,5-4,5/35-70 mm (Praktica B, M42)
- Beroflex MC Auto Makro Zoom 3,5-4,9/28-105 mm[15] (M42)
- Beroflex MC Auto Zoom 3,9/80-200 mm[16] (M42, Praktica B)
- Beroflex Auto Zoom 3,8/70-210 Macro MC[17] (M42)
- Beroflex Auto Zoom 3,8/85-205 (M42)
- Beroflex Auto Zoom 3,8/85-210 Macro (Minolta)
- Beroflex MC 4-5,6/70-210 mm (Praktica B)
- Beroflex MC Auto Zoom 4,5/75-200 mm Macro (Pentax PK)
- Beroflex MC Auto Zoom 4,5/80-200 mm Macro (Minolta)
- Beroflex MC 1:4,5-5,2/80-200mm (M42)
- Beroflex MC Zoom 4,5-5,6/80-200 mm  MACRO (M42)
- Beroflex Zoom Auto MC 4,5/80-200 mm (Contax/Yashica C/Y)
- Beroflex MC Auto Zoom 3,5-4,3/35-100 mm Macro (Minolta)
- Beroflex MC Auto Zoom 4,5/85-210 (M42)
- Beroflex MC Auto Zoom 5,6/100-300 (M42)

#### Autofokus
- Beroflex AF 3,5-4,5/28-70 mm (Nikon F, Minolta A)
- Beroflex AF 4-5,6/70-210 mm (Nikon F, Minolta A)

### Konverter
- Beroflex Auto Tele Converter 2x MC (Pentax K)
- Beroflex Auto 3x Converter (M42)

### Kameras

#### Kompaktkameras
Die erste Reihe der Beroquick-Kameras war baugleich mit den entsprechenden Modellen der beirette der Freitaler Kamerawerke Beier.
- Beroquick SL 125 (Meritar 2,9/45 mm)
- Beroquick KB 135 (Meritar 2,8/45 mm)
- Beroquick Electronic (Meritar 2,8/42 mm)
- Beroflex quick spot 135 EE [Messsucherkamera (2,7/38 mm) und eines der Exportmodelle einer Chinon 35 EE]
- Beroflex B 600
- Beroflex B 800AF
- Beroflex B 1000[18]
- Beroflex B-1500A
- Beroflex B-2000 Tele-Wide